# Nigel Marven
Nigel Marven (Reino Unido, 27 de novembro de 1960) é um apresentador de vida selvagem britânico, produtor de televisão, autor e ornitólogo britânico.

## Carreira
Marven estudou botânica na Bristol University até os 22 anos de idade, quando ele saiu para iniciar sua carreira na BBC Natural History Unit, em Bristol. Ao longo dos seguintes anos, ele trabalhou em primeiro lugar como um investigador da vida selvagem para programas como My Family and Other Animals, em seguida, passou a produzir essas séries como The Land of the Russian Bear. Ele desfrutava com um profissional de 12 anos de colaboração David Attenborough,  quem detenha em alta estima. Em 1998, mudou-se para ITV, onde, para sua surpresa, ele encontrou-se a ser convidado a apresentar documentários da fauna, bem como a sua produção.
Ele é conhecido por seu heterodoxo, espontâneo, estilo e ousadia de apresentar fauna documentários, bem como para a inclusão de conhecimentos factuais para o processo. Isto levou algumas pessoas a compará-lo a Steve Irwin[carece de fontes?]. Em sua primeira série de televisão ITV, Giants, ele nadou com um grande tubarão branco, sem a proteção de uma gaiola. Outras cenas incluídas ele ter uma aranha Theraphosa blondi, indiscutivelmente a maior aranha do mundo, caminhando sobre o seu rosto, e lutando com uma Píton de quinze pés profundamente na sua toca subterrânea. Este estilo de apresentação ele conquistou muitos telespectadores para a sua bem sucedida série e até agora ele apresentou 30 espécies selvagens série de TV.
Em 2003, Impossible Pictures empresa pediu-lhe para apresentar no Caminhando com os dinossauros nos episódios Chased by Dinosaurs: The Giant Claw & Land Of Giants e então Sea Monsters. Então, se mudou para a Prehistoric Park na ITV, uma série ficcional sobre viajar de volta no tempo para resgatar exemplos de criaturas extintas, tais como um Tiranossauro, Mamute-lanoso, Artopleura e outros animais pré-históricos.
Durante um encontro de mamífero pré-histórico simulado na última série, Marven declarou-se um "vegetariano". Durante toda a série ele aplica o mesmo termo a animais naturalmente herbívoros. Em dezembro de 2007 a sua série Polar Bear Adventures with Nigel Marven apareceu no canal Five.
Atualmente, ele é apresentador de Cobras Mortais (Ten Deadliest Snakes) no Animal Planet.